# Yeah Rigth (canción de Joji)
Yeah Right es una canción del cantautor japonés Joji. Es el primer sencillo de su álbum debut Ballads 1.

## Posicionamiento en listas
| Gráficos (2018–19)                   | Posición |
| ------------------------------------ | -------- |
| New Zealand Hot Singles (RMNZ)       | 38       |
| US Hot R&B/Hip-Hop Songs (Billboard) | 21       |